# 趙旉
趙 旉（ちょう ふ、建炎元年6月13日（1127年7月23日）- 建炎3年7月11日（1129年7月28日））は、南宋の初代皇帝の高宗の一人息子で皇太子。
生母は開封府の人で、北宋末期から南宋初期の医官である潘永寿の娘の潘賢妃。諡号は元懿太子（げんいたいし）。

## 生涯
建炎3年（1129年）、高宗の政策に反対する李綱ら武断派の重臣たちの圧力によって、わずか3歳で父からいったん譲位された。だが、秦檜・張浚ら文治派の家臣たちの猛反対で元の太子に戻った。
『宋史』によると、彼は病弱で、この年の秋7月にわずか3歳で夭折した。その時の父の高宗の悲しみは尋常でなく、数日間は涙が溢れ出して慟哭を繰り返していたという。また、乳母と用人がこのために誅殺された。
高宗の男子は他になく、太祖の第4子の趙徳芳の末裔という遠縁の趙眘（孝宗）を養嗣子に迎えた。